# Spišsko-gemerský kras
Koordinaten: 48° 55′ N, 20° 23′ O

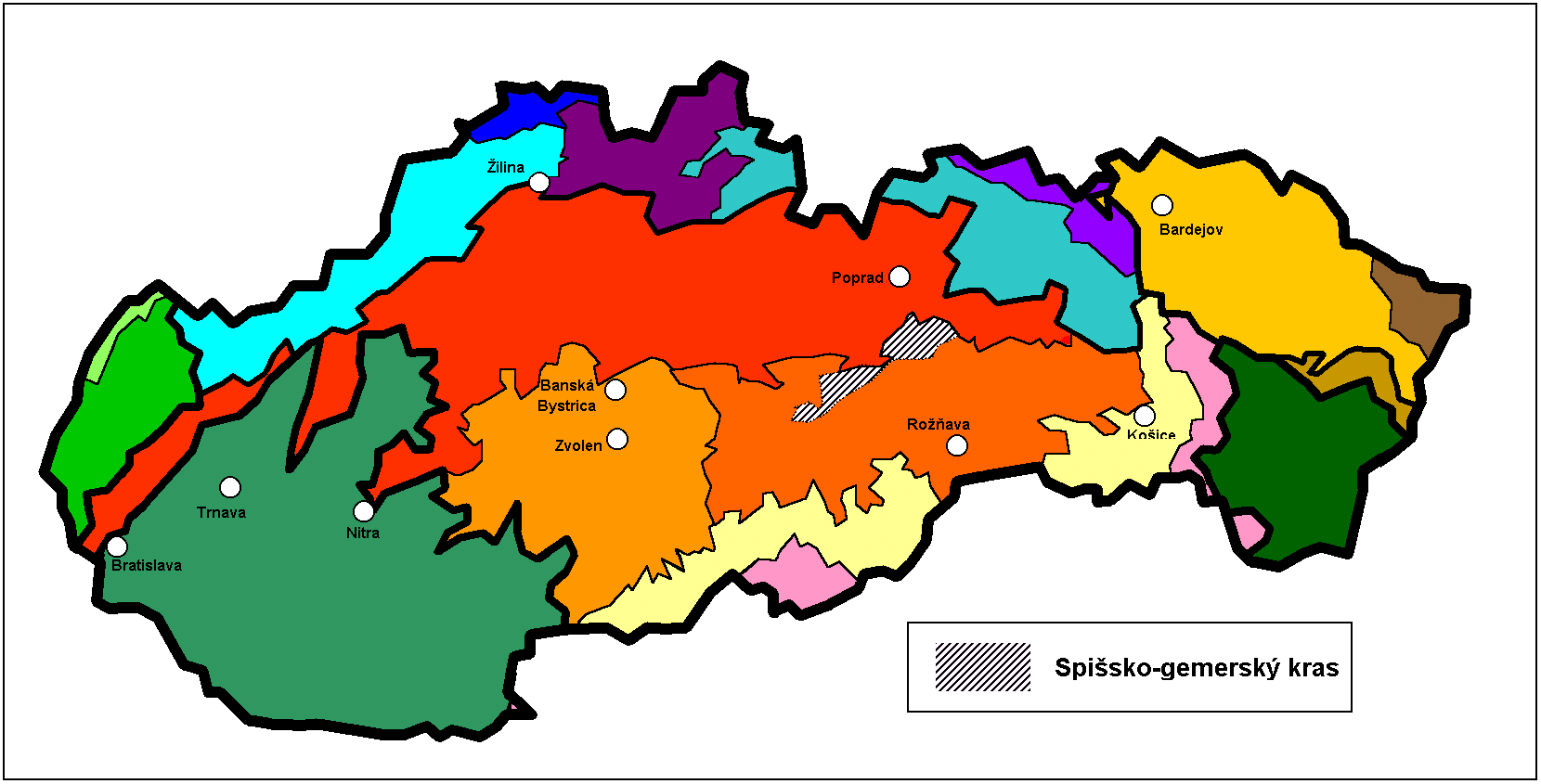
Der Spišsko-gemerský kras innerhalb der Geomorphologischen Einteilung der Slowakei

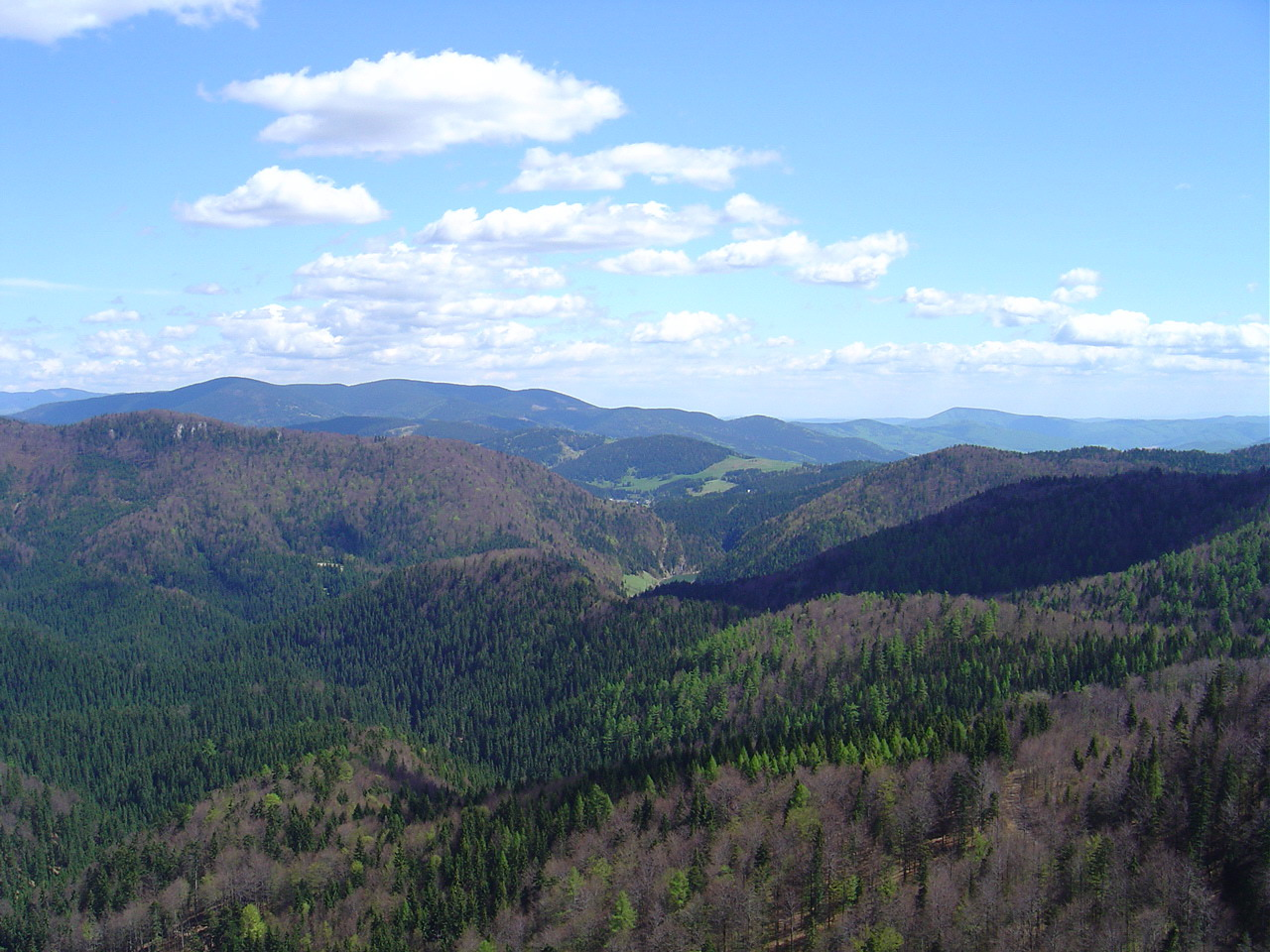
Slowakisches Paradies

Der Spišsko-gemerský kras (wörtlich Zips-Gemer-Karst) ist ein Karstgebiet in der mittleren Slowakei. Er ist nach den Landschaften Spiš und Gemer benannt und Teil des Slowakischen Erzgebirges.
Der Begriff ist vor allem geomorphologisch und in der Geologie gebräuchlich. Aus topografischen und touristischen Gesichtspunkten sind die Bezeichnungen der beiden Teilgebiete des Karsts, der Hochebene Muránska planina und des von felsigen Talschluchten geprägten Slowakische Paradies, von größerer Bedeutung. Höchster Gipfel ist der Fabová hoľa (1439 m).